# Божейовице
Божейовице (на полски: Bożejowice; на немски: Eckersdorf) е село в Полша, Долносилезко войводство, Болеславешки окръг, община Болеславец. Според Полската статистическа служба към 31 март 2011 г. селото има 483 жители.